# بلبل الهانوكا

## بلبل الحانوكا

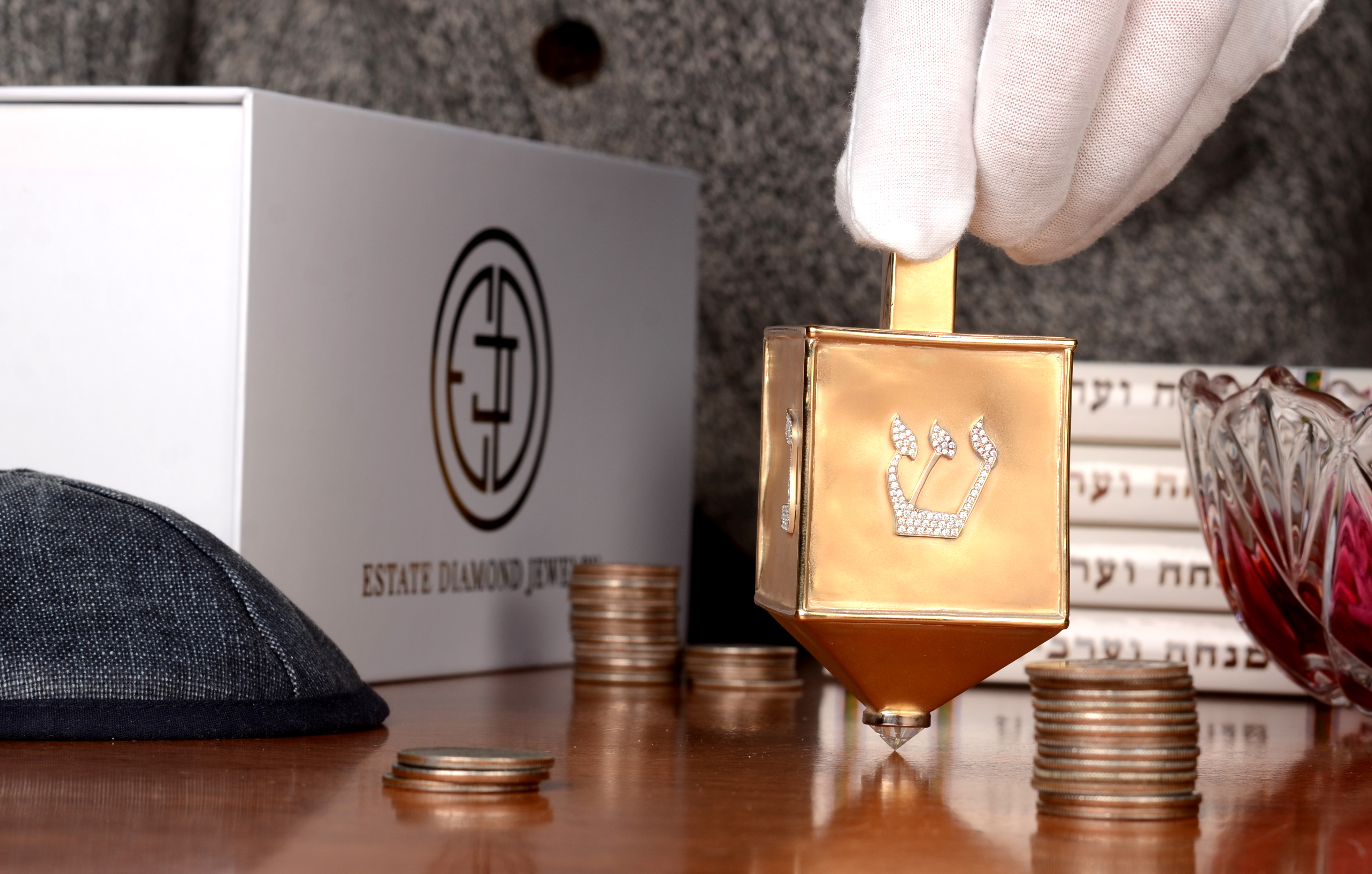
بلبل الحانوكا

بلبل الحانوكا، سيفيفون بالعبرية، هو عبارة عن بلبل له أربعة جوانب يلعب به اليهود في عيد الحانوكا. على كل جانب منها حرف عبري:
- נ: نون، الحرف الرابع عشر في العبرية، ويدل في اللعبة على «لا شيء».
- ג: جيم، الحرف الثالث في العبرية، ويدل في اللعبة على «الكل».
- ה: هاء، الحرف الخامس في العبرية، ويدل في اللعبة على «النصف».
- ש: شين، الحرف الحادي والعشرين في العبرية، ويدل في اللعبة على «إضافة».